# Alexander Horst
Alexander Horst, né le 20 décembre 1982 à Vienne, est un joueur de beach-volley autrichien. Il a notamment été médaille d'argent en 2009 et médaille de bronze en 2014 aux Championnats d'Europe de beach-volley.

## Carrière
Alexander Horst joue actuellement sur le FIVB World Beach Volleyball Tour avec un nouveau partenaire, Clemens Doppler. Horst faisait auparavant équipe avec Florian Gosch sur le FIVB World Beach Volleyball Tour, mais une blessure au genou a contraint ce dernier à prendre une retraite anticipée à l'automne 2010. 
Horst et Florian Gosch ont représenté l'Autriche aux Jeux olympiques d'été de 2008 de Pékin, en Chine. Les faits marquants de sa carrière avec Gosch sont une 5e place aux Jeux de Pékin, une 2e place aux Championnats d'Europe de Sotchi, en Russie, et une 2e place au Grand Chelem de Stare Jabłonki en Pologne en 2012.
En compagnie de Clemens Doppler, il a terminé 3e aux Championnats d'Europe 2014 de Cagliari, en Italie, battant en petite finale le duo espagnol Herrera-Gavira en 3 sets.

## Palmarès

### Jeux olympiques d'été
- Atteint les quarts de finale des Jeux olympiques de 2008 à Pékin avec Florian Gosch
- Est éliminé au premier tour des Jeux olympiques de 2012 à Londres avec Clemens Doppler

### Championnats du Monde de beach-volley
- 9e en 2007 avec Florian Gosch
- 9e en 2009 avec Florian Gosch
- 17e en 2011 avec Daniel Müllner
- Médaille d'argent avec Clemens Doppler en 2017 à Rio de Janeiro (Brésil)

### Championnats d'Europe de beach-volley
- Médaille d'argent avec Florian Gosch en 2009 à Sotchi (Russie)
- Médaille de bronze avec Clemens Doppler en 2014 à Cagliari (Italie)
- 9e en 2007 avec Florian Gosch
- 13e en 2008 avec Florian Gosch
- 9e en 2010 avec Florian Gosch
- 5e en 2011 avec Daniel Müllner
- 9e en 2012 avec Clemens Doppler[1]